# بارك هاي سو
بارك هاي سو ( (هانغل: 박혜수; هانجا: 朴惠秀) تُعرف أيضًا باسم بارك هي سو، هي ممثلة ومغنية كورية جنوبية. ولدت في 24 نوفمبر 1994 في سول، كوريا الجنوبية. شاركت في كي-بوب ستار الموسم الرابع [الإنجليزية] كمتسابقة. صعدت إلى الشهرة بدورها في مسلسل تلفزيوني عصر الشباب. وتولت أول دور قيادي لها في فيلم انطوائي بوس [الإنجليزية].

## فيلموغرافيا

### فيلم
| سنة  | عنوان العمل                 | دور          | Ref.  |
| ---- | --------------------------- | ------------ | ----- |
| 2016 | هل ستكون هناك؟              | هان سو آه    | [ 6 ] |
| 2018 | سوينغ كيدز                  | يانغ بان راي | [ 7 ] |
| 2020 | شركة سامجين للغة الإنجليزية | شيم بو رام   | [ 8 ] |

### مسلسلات تلفزيونية
| عام  | عنوان العمل               | دور            | قناة البث    | مراجع  |
| ---- | ------------------------- | -------------- | ------------ | ------ |
| 2015 | يونغ بال                  | كيم سو هيون    | نظام بث سول  | [ 9 ]  |
| 2016 | مرحبا ، عشرينياتي!        | يو إيون جاي    | جاي تي بي سي | [ 10 ] |
| 2017 | سايمدانج ، مذكرات الألوان | الشاب سايمدانغ | نظام بث سول  | [ 11 ] |
| 2017 | انطوائي بوس               | تشاي رو وون    | تي في إن     | [ 12 ] |

## روابط خارجية
- بارك هاي سو على موقع IMDb (الإنجليزية)
- بارك هاي سو على موقع ألو سيني (الفرنسية)
- بارك هاي سو على موقع ميوزك برينز (الإنجليزية)
- بارك هاي سو على موقع أول موفي (الإنجليزية)
- بارك هاي سو على موقع قاعدة بيانات الفيلم (الإنجليزية)
- بارك هاي سو على موقع كينوبويسك (الروسية)